# Alina Łohwynenko
Alina Łohwynenko, ukr. Аліна Логвиненко (ur. 18 lipca 1990 w Artiomowsku) – ukraińska lekkoatletka specjalizująca się w długich biegach sprinterskich, uczestniczka letnich igrzysk olimpijskich w Londynie (2012), w Rio de Janeiro (2016) i w Tokio (2021).

## Sukcesy sportowe
- mistrzyni Ukrainy w biegu na 400 metrów – 2012[1]
- mistrzyni Ukrainy w sztafecie 4 x 400 metrów – 2013

| Rok  | Miasto         | Zawody                         | Konkurencja                      | Wynik                             |
| ---- | -------------- | ------------------------------ | -------------------------------- | --------------------------------- |
| 2010 | Bergen         | Drużynowe mistrzostwa Europy   | sztafeta 4 x 400 m               | 3. miejsce                        |
| 2011 | Ostrawa        | Młodzieżowe mistrzostwa Europy | sztafeta 4 x 400 m               | srebrny medal                     |
| 2012 | Helsinki       | Mistrzostwa Europy             | sztafeta 4 x 400 m               | złoty medal                       |
| 2012 | Londyn         | Igrzyska olimpijskie           | sztafeta 4 x 400 m bieg na 400 m | 4. miejsce 6. miejsce w półfinale |
| 2013 | Moskwa         | Mistrzostwa świata             | sztafeta 4 x 400 m               | 5. miejsce                        |
| 2015 | Praga          | Halowe mistrzostwa Europy      | sztafeta 4 x 400 m               | 5. miejsce                        |
| 2016 | Rio de Janeiro | Igrzyska olimpijskie           | sztafeta 4 x 400 m               | 5. miejsce                        |

## Rekordy życiowe
- bieg na 60 metrów (hala) – 7,59 – Zaporoże 29/01/2013
- bieg na 100 metrów – 11,99 – Donieck 02/07/2009
- bieg na 200 metrów – 23,24 – Jałta 28/05/2012
- bieg na 300 metrów – 37,47 – Kohila 29/08/2012
- bieg na 400 metrów – 51,19 – Jałta 12/06/2012
- bieg na 400 metrów (hala) – 54,46 – Sumy 16/02/2012